# Уильямс, Уоррен
Уо́ррен (Бутч) Уи́льямс (англ. Warren "Butch" Williams; род. 11 сентября 1952, Дулут, Миннесота) — американский хоккеист (правый нападающий). Брат хоккеиста Томми Уильямса, олимпийского чемпиона 1960 года.
В Молодёжной лиге Хоккейной ассоциации Онтарио выступал за «Ошава Дженералз» и «Ниагара-Фолс Флайерс».
В Национальной хоккейной лиге выступал за «Сент-Луис Блюз» (сезон 1973/74) и «Калифорния Голден Силз» (1974/75 — 1975/76); итого в регулярных первенствах НХЛ — 108 матчей, 49 очков (14 голов, 35 голевых передач), в плей-офф не играл. В сезоне 1976/77 выступал во Всемирной хоккейной ассоциации за «Эдмонтон Ойлерз» (29 матчей, все в регулярном первенстве, 13 очков (3+10)).
В «малых» профессиональных лигах Северной Америки выступал за команды «Нью-Ингленд Блейдс» и «Клинтон Кометс» (обе — Восточная хоккейная лига), «Денвер Спёрс» (Западная хоккейная лига, затем Центральная хоккейная лига), «Солт-Лейк Голден Иглз» (Центральная хоккейная лига), «Род-Айленд Редс» (Американская хоккейная лига).
В составе сборной США участник Кубка Канады 1976 года и чемпионата мира 1977 года.